# Allonychus wuyinicus
Allonychus wuyinicus är en spindeldjursart som beskrevs av Gao och Zou 1994. Allonychus wuyinicus ingår i släktet Allonychus och familjen Tetranychidae. Inga underarter finns listade i Catalogue of Life.